# ريبيكا صوفيا كلارك
ريبيكا صوفيا كلارك (بالإنجليزية: Rebecca Sophia Clarke)‏ هي كاتِبة وكاتبة للأطفال أمريكية، ولدت في 22 فبراير 1833 في Norridgewock, Maine ‏ في الولايات المتحدة، وتوفي بنفس المكان في 10 أغسطس 1906.

## وصلات خارجية
- ريبيكا صوفيا كلارك على موقع الموسوعة البريطانية (الإنجليزية)